# 34231 Isanisingh
34231 Isanisingh è un asteroide della fascia principale. Scoperto nel 2000, presenta un'orbita caratterizzata da un semiasse maggiore pari a 2,9931014 au e da un'eccentricità di 0,0939998, inclinata di 9,85130° rispetto all'eclittica.